# Robert Bentley Todd

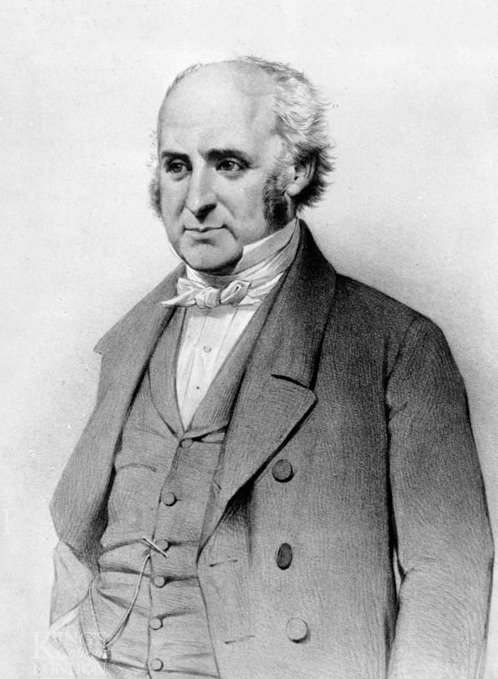
Robert Bentley Todd

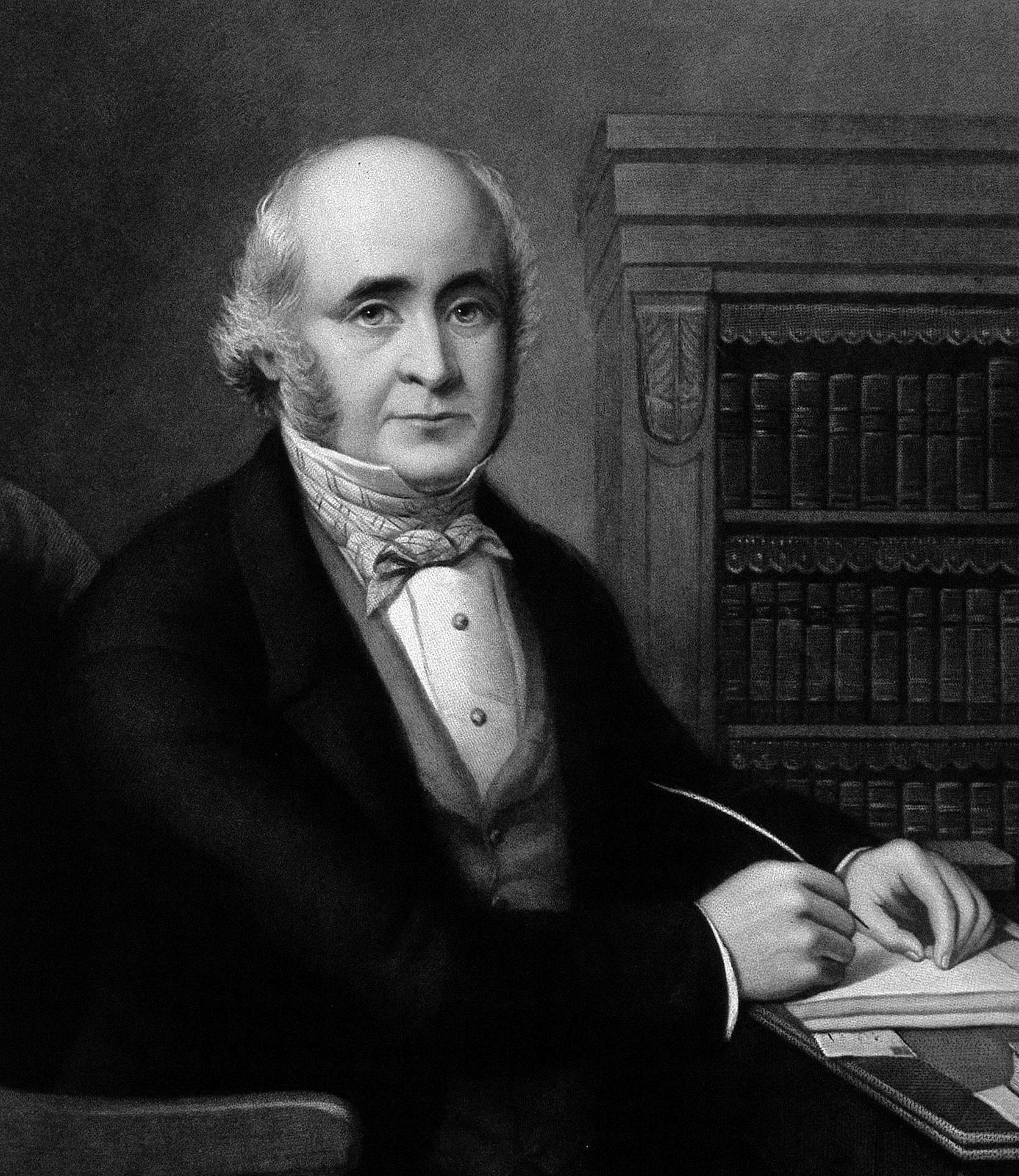
Robert Bentley Todd

Robert Bentley Todd (* 9. April 1809 in Dublin; † 30. Januar 1860 in London) war ein irischer Physiologe und Pathologischer Anatom. Nach ihm ist die Toddsche Lähmung benannt.

## Leben
Todd war das zweite von 16 Kindern des angesehenen irischen Chirurgen Charles Hawkes Todd, der Professor für Anatomie und Chirurgie am Royal College of Surgeons in Irland war. Er durchlief seine frühe Ausbildung zunächst am Trinity College in Dublin, wo er zunächst Jura und ab 1826 Medizin studierte, bevor er 1831 nach London zog. Seine Studien setzte er am Pembroke College in Oxford fort. Todd bereiste dann Frankreich, Belgien und die Niederlande. 1833 erhielt er die Approbation des College of Physicians und 1836 wurde er mit nur 27 Jahren Professor für Physiologie und Pathologische Anatomie am King’s College London. Aus dieser Position heraus trat er als entschlossener Unterstützer einer Reform der medizinischen und vor allem der pflegerischen Ausbildung auf. Er selbst galt als einer der drei größten klinischen Lehrer Europas zu seiner Zeit. Er spielte eine Schlüsselrolle bei der Gründung des King’s College Hospital, das 1840 eröffnet wurde, und wo er bis kurz vor seinem Tod klinische Vorlesungen hielt. 1842 wurde er Dekan und verwandelte die medizinische Fakultät des King’s College von einer der schlechtesten Ausbildungsstätten in London mit lediglich 42 Studenten im Jahr 1836 zu einer der bestangesehenen mit 169 Studenten im Jahr 1853. Ferner trug er zur Gründung der ersten Londoner Schwesternschule, des St. John’s House, im Jahr 1848 bei. Robert Bentley Todd starb 1860 im Alter von 50 Jahren an einer gastrointestinalen Blutung infolge einer Leberzirrhose.

## Werk
Todd hinterließ maßgebliche Arbeiten, in denen er beispielsweise als erster die hypertrophe Leberzirrhose korrekt beschrieb, die sensorischen Funktionen der Hinterstränge erkannte, klar zwischen rein motorischen Plegien und Ataxien unterschied und die Symptomatik der Bleivergiftung schilderte. Seine eigenen Ansichten zur Genese der Epilepsie müssen als modern und wegweisend gelten. Er unternahm in dieser Hinsicht auch eigene Experimente, in denen er zum Beispiel epileptische Anfälle bei Kaninchen mit Elektrizität auslöste. Ein enger Austausch bestand mit John Frederic Daniell, Charles Wheatstone und wohl auch mit Michael Faraday.
Zwischen 1835 and 1859 gab er die Cyclopaedia of Anatomy and Physiology heraus, in der er die Termini afferent (hinführend) und efferent (wegführend) einführte.